# 都市社會學
都市社會學（英語：Urban sociology）是社會學的分支之一，是以都市為主體，對都市內社會結構、社會組織、社會心理、社會問題、社會發展規律等等作研究對象的科學。
都市社会学作为研究都市社会整体的学科，其确立学科地位主要凭借两个特点：一是对“空间”的关注。作为社会学科内少有的引入空间概念的分支，其试图理清社会关系在物理空间内的状况，和由此造成的社会空间的影响。
二是将都市生活看作是一种新型的生活方式，在时间（都市化的过程）和空间（都市物理环境）的交错中，放入社会生活共同体（家庭、邻里、朋辈群体、社区、阶层等）。最后将二者聚焦为贯彻始终的命题，人类社会生活和都市环境的变化。

## 都市可能造成的影響

### 都會化
指一個國家某一特定的都市，由於經濟與政治力量的增強，使得在該都市周遭的城市即使不是受同一行政單位管轄，卻被認為是該都市同一個都會整合的過程。

### 都市首要性
一個國家的第一大都市和第二大都市呈顯相當性的落差與高出許多的情形，通常出現在開發中國家。

### 都市偏向性
指某國特定都市受到資本家和菁英階級的青睞而聚集，使得該都市資本與資源集中的情形，造成都市與鄉村差距擴大的現象。

### 過度都市化
是指一國當中某個特定都市內的發展，超過居民所能負擔的經濟水準，造成教育、住宅和工作欠缺的情形。多發生於開發中國家。

## 理论基础

### 以社會觀點切入都市之研究
都市社会学基础性理论，也称古典都市社会学理论是由四位20世纪初的社会学家奠定的，其分别为滕尼斯、涂尔干、齐美尔和韦伯。他们多通过横向对比和纵向对比来阐述都市社会与非都市社会的差异。
在某种程度上，他们对都市社会的理解基本等同于现代性社会。
具体而言，这些双子概念是，滕尼斯《礼俗社会与法理社会》中礼俗社会的“共同体”和法理社會中的“社会”，涂尔干《社会分工论》中“有机团结”和“机械团结”，齐美尔在《都市与精神生活》“理性、傲慢和冷漠”的都市人和与此相对的乡村社会学。韦伯的《都市》所提到的“完全都市社区”和“中世纪都市”，以及“西方型”都市和“东方型”都市。

### 芝加哥社會學學派
作为独立学科建立起来的标志性人物，芝加哥学派的帕克延续了这一学派重视经验性研究的传统，在《都市：对于开展都市环境中人类行为研究的几点意见》一书中提出，「都市决非是简单的物质现象，决非简单的人的构筑物。」
都市「是一种心理状态，是各种礼俗和传统构成的整体，是这些礼俗中所包含、并随传统而流传的那些统一思想和感情所构成的整体」，都市并不是杂乱无章、一团混乱的；相反，都市有其秩序性，它总是要把它的人口和机构安排成一种秩序井然、堪称典范的和谐构图。
帕克把自己的学说称之为「从动物和植物中分化出来的人类的生态学，也就是我们现在所说的都市生态学」。
在帕克之后，芝加哥学派的都市生态学还有一系列，也就是「人群的空间分布的各种社会原因和非社会原因」的理论，分别是：
- 伯吉斯的同心圆模式、
- 霍伊特的扇形理论、
- 哈里斯和厄尔曼的多核心理论。

## 都市社會心理學
路易斯·沃斯創立了都市決定論的觀點，结合都市生态学和齐美尔都市社会学观点的基础上，提出“都市性”的概念，即都市是“可以阐释为大量异质性居民聚居的永久性居民点”，并指出了三個都市的社會特徵：
- 人口数量多
- 人口密度高
- 人口异质性大

路易斯·沃斯開創了都市社會心理學的理論概念，嘗試解釋其都市社會的人心下所產生的疏離和次級關係感。。
隨著後續研究的發展，可以之後陸續提出以下的理論。

### 都市决定论
沃斯認為都市具有以上3種社會特徵，導致人與人之間只好依賴疏離的方式減少心理壓力，並且以次級關係為主的互動模式。
其代表观点是都市独特的环境空间塑造了都市人和都市社会的特质，大规模、高密度的人口特点，隔离化、封闭化的居住特点，社会分工程度高、异质性强的社会特点塑造都市人冷漠、高犯罪率的特征；

### 人口組合论
人口組合论由甘斯提出，反駁認為以都市的社會特徵不其反映出人在都市的生活態度，认为都市居民的社会阶层、种族背景、家庭结构和文化性质与人生阶段有关，都市人口中青年人群比例比之农村要高，职业多是是专业化程度高、精于理性计算的类型，这些因素造成了都市人的社会特质。

### 副文化理论
副文化理论以费希尔（Claude S. Fischer）为代表，试图综合前二者理论，提出副文化群体理论，其认为都市人口并不直接的给都市居民造成印象，而是因为人口基数大，以职业、兴趣、价值观等为基础各类人就能达到一定数量，并形成群体。正是各种次文化群体相互交织为“社群网”从而构成了都市社会

### 新马克思主义
以曼紐·卡斯提爾（Manuel Castells）为代表的新马克思主义社会学，批判了都市存在特质性的社会，其认为并不是空间和环境决定了社会关系，而是资本主义的关系为母体，文化和社会造就了都市和空间特征。资本主义关系在都市的具体体现是集体消费（教育、医疗、都市环境、交通基础设施等都市居民的公共消费），背后的推手不是私人企业家，而是政府。于是，在消费主义推动下，都市居民落入不断挣钱和不断消费的机器中。

## 其他都市社會學觀點
除了传统社会学家的观点，还有另外其他学科对都市的认识影响了都市社会学的发展，成为研究都市社会不可或缺的一部分。
德国地理学家克里斯塔勒（Christaller，1933）提在《德国南部中心地原理》中提出的六边形理论，讨论了出于商品销售半径的考虑，都市分布在大小层次和地理结构上有一定的规律，即呈现六边形状分布的都市商业覆盖范围，不同层次的都市有不同大小的覆盖范围。
都市的大小最终交错了为多个六边形镶嵌交汇节点式的分布。美国汉学家施坚雅《中国农村市场和社会结构》中提出了六级市场原理，认为传统中国社会存在从“小市”到“中心都会”分布的交易市场，因覆盖范围的大小差异决定了集市的大小，而人口分布的稠密程度则决定了集市的多寡。
在中小型市场还存在着约定的赶集时间，时间的间隔因为大小而有所差异。另外，都市史学也有一些较有影响力的作品，如罗威廉的《汉口：一个中国都市的商业与社会1796~1889》，史明正的《走向近代化的北京城》，韩起澜的《苏北人在上海》等。

## 研究领域
正如其他社會學，都市社會學家會利用統計分析、觀察、社會理論、面談等方法去研究一系列的課題，包括移民、人口趨勢、經濟、貧窮、種族關係、都市環境、等等。
工業革命後，加速了歐洲都市發展的進程。英國、法國、德國等地的都市人口成倍增長。這些都市出現了居住、食物、交通、就業、衛生、醫療、治安等各方面的問題。一些都市社會學家像馬克斯·韋伯、艾彌爾·涂爾幹專注社交生活都市化。

### 都市类
发生在都市范围内的普遍性社会文化现象和社会学典型研究对象，如都市贫困问题、都市社会阶层与流动、都市家庭生活等，这类研究多是将一般性意义的理论或成果带入到具体的都市环境，寻找设定在都市背景下这些研究对象的特征。

#### 都市贫困问题
当前的都市贫困人群呈现贫困范围和层次的扩大，由暂时性贫困向持续性贫困转变，并呈现代际转移，贫困文化逐渐形成，贫富仇恨持续酝酿等趋势。

#### 都市社会階层问题
转型期都市社会阶层的特点，单位制时代“单位”的分层作用逐渐减淡，代之以个人学历和职业类型成为影响收入的最重要因素；收入分配过程中，“市场权力”和“再分配权力”持续成为影响并加剧收入分配不公的主要方面。

### 社会学类
将社会学的理论特征带入到与其他学科讨论的都市学中，如农民工问题、住房问题、拆迁问题、都市发展与规划问题等，其多是以社会公义的理论关怀介入，以社会学相关的理论为主体，同时包含大量其他学科的内容。

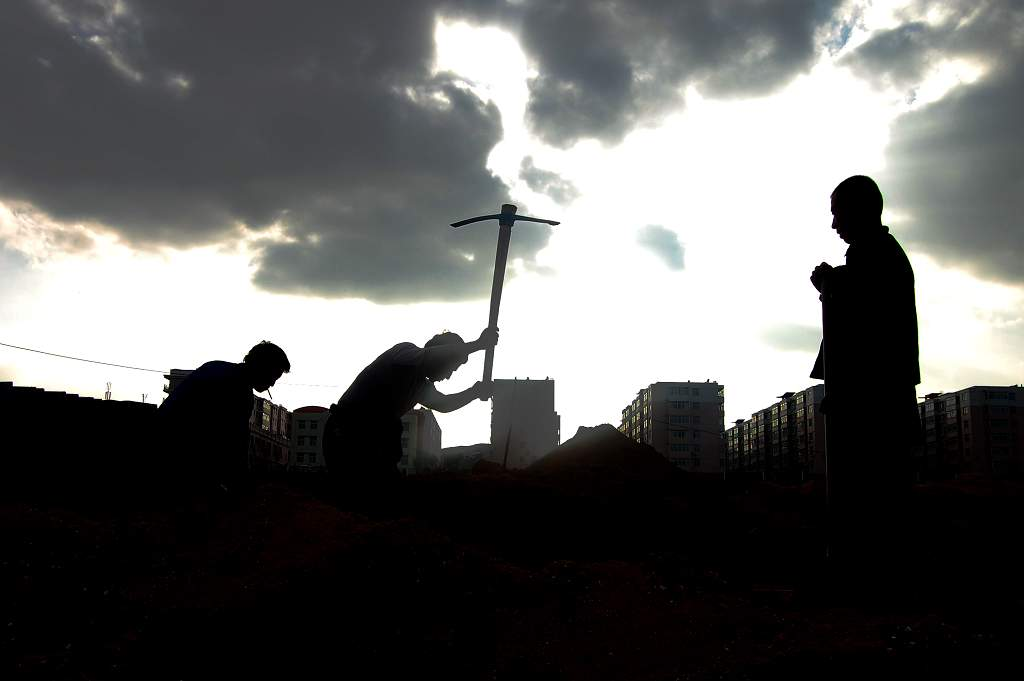
在建筑工地的农民工

### 都市化道路问题和社区研究
将二者单列出来，是因为都市社会学对这两个有较大的话语权，已有较为丰富的资料和成果。前者的讨论始于费孝通提出的“小城镇理论”，随后相继提出“大都市优势论”和“中小都市论”等讨论中国都市化的发展方向和发展路径的研究，并成为国家都市发展规划讨论中的重要参考；后者现在多将其独列为基本社会学研究的主题之一，但因为在大多数研究中的社区都是指都市社区，故在谈论都市基层时，多还会关涉到社区研究。